# Agni (divinità)

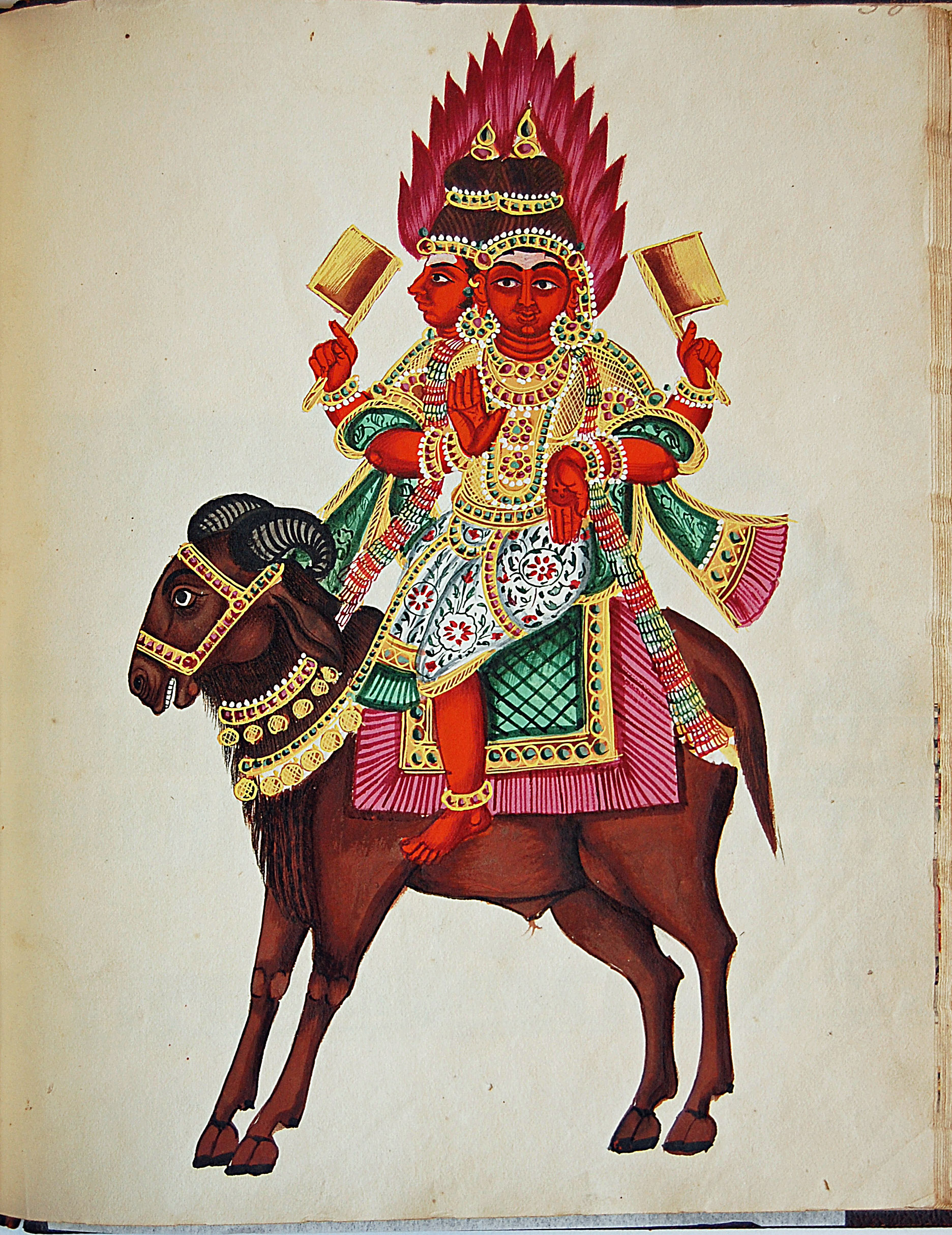
Agni

Agni (sanscrito अग्नि) è la divinità vedica del fuoco, figlio del cielo e della terra (rispettivamente Dyaus e Prthivi). Rappresenta le forze della luce ed è il signore del luogo della cremazione e del fuoco della foresta; suo è il "calore" generato nelle pratiche yoga.

## Il culto
La sua principale manifestazione è "il fuoco che brucia sull'altare dei sacrifici"; brucia i demoni che minacciano di distruggere tali sacrifici ed è un mediatore tra gli dei e gli umani da cui i sacerdoti comprendono molto sulla vita dell'aldilà. In questa divinità persiste anche la concezione di "fuoco universale" che nell'uomo si individua nel calore della digestione (infatti, secondo l'Ayurveda, Agni è il fuoco vitale, che anima tutti i processi biologici, e rappresenta il metabolismo digestivo) e nel moto animico della collera e del "bruciante pensiero".
Agni si può manifestare sotto tre forme: Davagni, Vadavagni e Jatharagni (o Vrika).
Ad Agni è legato il numero 7; difatti, 7 sono le madri, le sorelle ed i raggi da cui è circondato; egli ha i tratti di divinità acquatica, difatti è chiamato "colui che si veste del mare" e "colui che vivifica il seme nell'acqua".
È raffigurato in forma di uomo rosso con due teste, quattro braccia e tre gambe, occhi scuri e fiamme che gli fuoriescono dalla bocca, sempre a cavallo di un ariete (infatti, da Agni deriva il segno zodiacale dell'Ariete, che è appunto un segno di fuoco). Nelle mani sorregge gli strumenti per ravvivare il fuoco, e il cucchiaio dei sacrifici.
Secondo altre rappresentazioni, il suo aspetto è caratterizzato da sette lingue e capelli di fuoco oppure da un corpo dorato, denti possenti, mille corna e mille occhi.

## I nomi di Agni
Come per tutti gli dei indù, anche Agni è conosciuto con vari nomi, tra cui:
- Abjahasta
- Apam Napat, figlio delle acque
- Chagaratha
- Dhumateku
- Dvijnman
- Grihaspati
- Hutabhu
- Jataveda
- Yahva
- Pavaka
- Saptajihva
- Tomaradhara
- Vahni
- Vaishvanara
- Franci